# Aquilegia blecicii
Aquilegia blecicii är en ranunkelväxtart som beskrevs av A. Podobnik. Aquilegia blecicii ingår i släktet aklejor, och familjen ranunkelväxter. Inga underarter finns listade i Catalogue of Life.